# سیارک ۱۴۵۴۷۵
سیارک ۱۴۵۴۷۵ (به انگلیسی: 145475 Rehoboth، نامگذاری:2005TP52) صد و چهل و پنج هزار و چهارصد و هفتاد و پنجمین سیارک کشف شده‌است که در ۱۲ اکتبر ۲۰۰۵ کشف شد.